# Vall de Seta

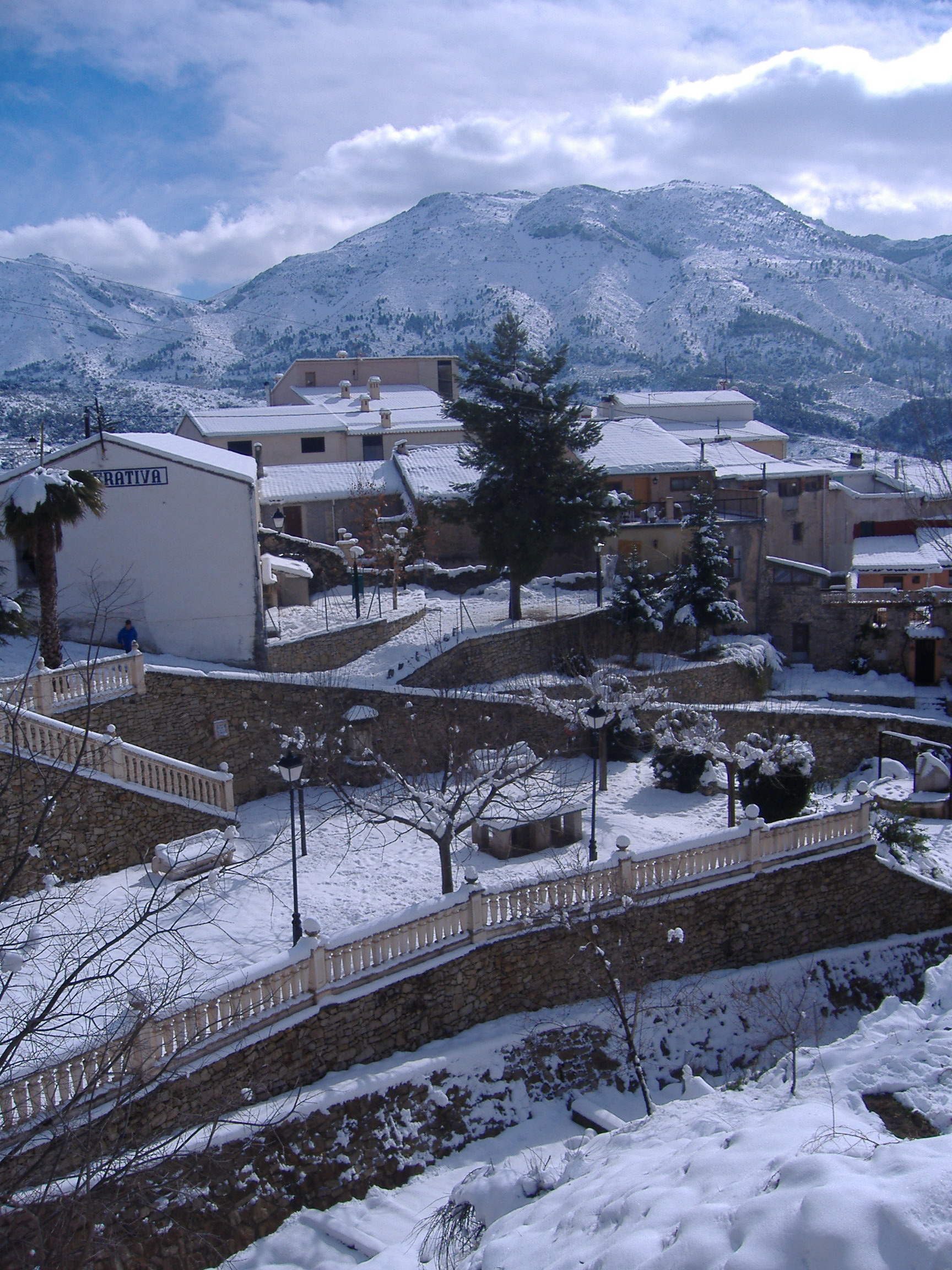
Benimassot nevat a la Vall de Seta

La vall de Seta és una sub-comarca de la comarca del Comtat. En la vall estan els municipis de Balones, Benimassot, Fageca, Famorca, Gorga, Quatretondeta i Tollos, i és una de les zones més poc poblades de les comarques Centrals del País Valencià, amb poc més de 700 habitants.
La vall està envoltada per les serres d'Almudaina, al nord; Serrella, al sud; i Alfaro a l'est. El riu de Seta, afluent del Serpis, travessa la vall.
A l'Edat Mitjana, abans de la Reconquesta, existia el municipi de Seta, que abraçava els actuals termes de Tollos, Fageca i Famorca. Vegeu també castell de Seta i Torre del Pla de la Casa.